# Juan José Vargas Fallas
Juan José Vargas Fallas es un político, presentador de televisión y motivador profesional de Costa Rica. Vargas fue diputado por la provincia de San José para el período 2002-2006 siendo electo como parte de la nómina del Partido Acción Ciudadana, siendo expulsado  tras desacuerdos con la aplicación del código de ética, formando el Bloque Patriótico. En 2005 funda el partido Patria Primero mediante el cual es candidato presidencial para 2006, enfocando su campaña en atacar a Ottón Solís, candidato de su antiguo partido y principal rival de Óscar Arias Sánchez. Vargas obtuvo menos del 1% de los votos y su partido no logró diputados o regidores. 
En 2010 generó polémica al asegurar que podía curar la homosexualidad y que deseaba crear una clínica de reorientación sexual, lo cual fue criticado por movimientos de derechos humanos y asociaciones de diversidad sexual, así como fue cuestionado por el Colegio de Médicos y el Colegio de Psicólogos que recordaron públicamente que dichas terapias son consideradas pseudocientíficas y antiéticas.